# いちご (木村カエラのアルバム)
『いちご』は木村カエラの10枚目となるオリジナル・アルバム。2019年7月31日にリリースされた。

## 解説
「スクラップ&ビルド」をコンセプトに制作された木村カエラのデビュー15周年記念アルバム。記念アルバムながらベスト・アルバムではなく、収録曲全てが新曲のオリジナル・アルバムであり、前作『PUNKY』から約2年9カ月ぶりのリリースとなる。
アルバム・タイトルは15周年の「15」を≪いちご≫と読ませたもので、ディスクジャケットも真赤な苺をくわえた木村カエラをカバーにしており、あいみょんとの仕事で知られ、木村とも以前からグッズデザインなどでコラボしていたとんだ林蘭をアートディレクターに迎えて制作された。
本作にはCharaやあいみょん、AAAMYYY（Tempalay）ら女性アーティスト、木村がラジオで聴いたことがオファーに繋がったノルウェーのアート・ロック・バンドのPom Poko、木村と初期から親交を深めてきた渡邊忍、會田茂一、AxSxEからの提供曲や木村自身が作詞・作曲を手がけた楽曲などを収録。編曲面では音楽プロデューサーとして、ポルノグラフィティへ楽曲提供している本間昭光、楽曲プロデュース等で国内外の注目を集めるTepppeiなどが参加している。
初回限定盤にはあいみょんが作詞・作曲した「Continue」のミュージック・ビデオを収めたDVDが付属する。

## 収録曲
| #         | タイトル                | 作詞          | 作曲       | 編曲                | 時間  |
| --------- | ----------------------- | ------------- | ---------- | ------------------- | ----- |
| 1.        | 「Continue」            | あいみょん    | あいみょん | 會田茂一            | 5:15  |
| 2.        | 「セレンディピティ」    | kaela         | HALIFANIE  | 南田健吾、HALIFANIE | 4:02  |
| 3.        | 「BREAKER」             | kaela         | CHI-MEY    | 本間昭光            | 4:10  |
| 4.        | 「MUSIC ON, WORLD OFF」 | kaela         | Pom Poko   | PomPoko             | 3:56  |
| 5.        | 「曖昧 me」             | kaela         | Chara      | Chara               | 2:34  |
| 6.        | 「clione」              | kaela         | AAAMYYY    | AAAMYYY             | 4:24  |
| 7.        | 「ミモザ」              | kaela         | Chara      | Tepppei             | 3:08  |
| 8.        | 「ストレスポンジー」    | kaela         | 會田茂一   | 會田茂一            | 3:36  |
| 9.        | 「戦闘的ファンタジー」  | kaela         | AxSxE      | AxSxE               | 3:27  |
| 10.       | 「ハイドとシーク」      | kaela、渡邊忍 | 渡邊忍     | 渡邊忍              | 3:49  |
| 11.       | 「いちご」              | kaela         | kaela      | 會田茂一            | 3:42  |
| 合計時間: | 合計時間:               | 合計時間:     | 合計時間:  | 合計時間:           | 42:03 |

| #  | タイトル                            | 作詞 | 作曲・編曲 | 時間  |
| -- | ----------------------------------- | ---- | ---------- | ----- |
| 1. | 「Continue」(ミュージック・ビデオ)  |      |            | 5:20  |
| 2. | 「カエラのドキドキ☆ドッキリ大作戦」 |      |            | 19:20 |

### タイアップ
| 楽曲                 | タイアップ                                   | 起用年 |
| -------------------- | -------------------------------------------- | ------ |
| 「セレンディピティ」 | ダイハツ・キャスト「My Favorite」篇 CMソング | 2019年 |
| 「BREAKER」          | 映画「ペット2」日本語版イメージソング        | 2019年 |

## 演奏
- 木村カエラ：Vocals
- 柏倉隆史 (toe, the HIATUS)：Drums (#1.2.10)
- 高桑圭：Bass (#1.5.8)
- 會田茂一
  - Guitar (#1.5.8.10.11)
  - Programming (#8)
- 中村圭作
  - Keyboards (#1.8.10)
  - Organ (#1)
  - Wurlitzer (#11)
- 南田健吾：Programming & Other Instruments (#2)
- 坂田学：Drums (#3)
- 安達貴史：Bass (#3)
- 林部直樹：Guitar (#3)
- 本間昭光：Keyboards & All Other Instruments (#3)
- Ola Djupvik：Drums, Percussion & Synthesizer (#4)
- Jonas Krovel：Bass (#4)
- Martin Miguel Almagro Tonne：Guitar & Synthesizer (#4)
- 高橋結子：Drums (#5)
- Chara：Keyboards (#5)
- 田辺恵二：Programming (#5)
- AAAMYYY：All Instruments (#6)
- Tepppei：All Instruments (#7)
- AxSxE (NATSUMEN)：Guitars & Programming (#9)
- 秋山隆彦 (downy)：Drums (#9)
- 仲俣和宏 (downy)：Bass (#9)
- 渡邊忍 (ASPARAGUS)：Guitars & Programming (#10)
- 村田シゲ：Bass (#10)